# Leucrocuta jewetti
Leucrocuta jewetti is een haft uit de familie Heptageniidae. De wetenschappelijke naam van de soort is voor het eerst geldig gepubliceerd in 1966 door Allen.
De soort komt voor in het Nearctisch gebied.